# فانرهينسدروب
فانرهينسدروب (بالإنجليزية: Vanrhynsdorp)‏ هي بلدة تقع في جنوب أفريقيا في Matzikama Local Municipality.